# Hechicera (canción)
«Hechicera» es el segundo sencillo y primera canción del cuarto álbum de estudio oficial de la banda mexicana de rock Maná, Sueños líquidos (1997). El 8 de diciembre de 1997 la canción debutó en el número 36 de los U.S. Billboard Hot Latin Tracks.

## Listas
| Listas (1997)                             | Posición |
| ----------------------------------------- | -------- |
| US Billboard Hot Latin Tracks             | 36       |
| US Billboard Latin Pop Airplay            | 15       |
| US Billboard Latin Tropical/Salsa Airplay | 17       |